# Bilfri søndag
En bilfri søndag er en søndag med begrænset biltrafik.

## Under oliekrisen i 1973
Et regeringsindgreb som følge af oliekrisen førte til de bilfrie søndage. Den 25. november 1973 trådte de bilfrie søndage i kraft, og de varede til den 10. februar 1974. Bilisterne fik dog lov til at køre søndag den 23. december 1973, hvor det var lillejuleaften. I alt var der elleve bilfri søndage.
Det var muligt for visse erhverv med specielle behov at få en køretilladelse, f.eks. præster, læger og låsesmede. Køretilladelsen skulle være placeret i køretøjets forrude.

## I nyere tid
I 2010'erne har der i Københavns Kommune været gjort enkelte forsøg med bilfrie dage i bestemte områder.
Københavns Borgerrepræsentation vedtog 8. oktober 2015 en bilfri søndag i september 2016. Datoen blev søndag den 18. september 2016.
I Europa har der været initiativer i stil med Københavns i bl.a. Amsterdam, Bruxelles og Paris[kilde mangler].